# Эггтеов
Эггтеов (др.-англ. Ecgþeow) — персонаж англосаксонского эпоса «Беовульф». Упоминается только в этом произведении, вопрос о наличии у него исторического прототипа является открытым. Согласно поэме, Эггтеов, «воитель мудрый, всеземнознатный», принадлежал к свейской династии Вагмундингов, был женат на дочери короля гётов Хигелака, которая родила ему сына Беовульфа. Он убил воина по имени Хадолаф и был вынужден искать убежища у данов. Местный король Хродгар выплатил вергельд за убитого и искупил таким образом вину Эггтеова. Впоследствии, когда Беовульф решил разделаться с Гренделем, Хродгар интерпретировал это как выплату героем отцовского долга.